# Filialkirche Weitenau

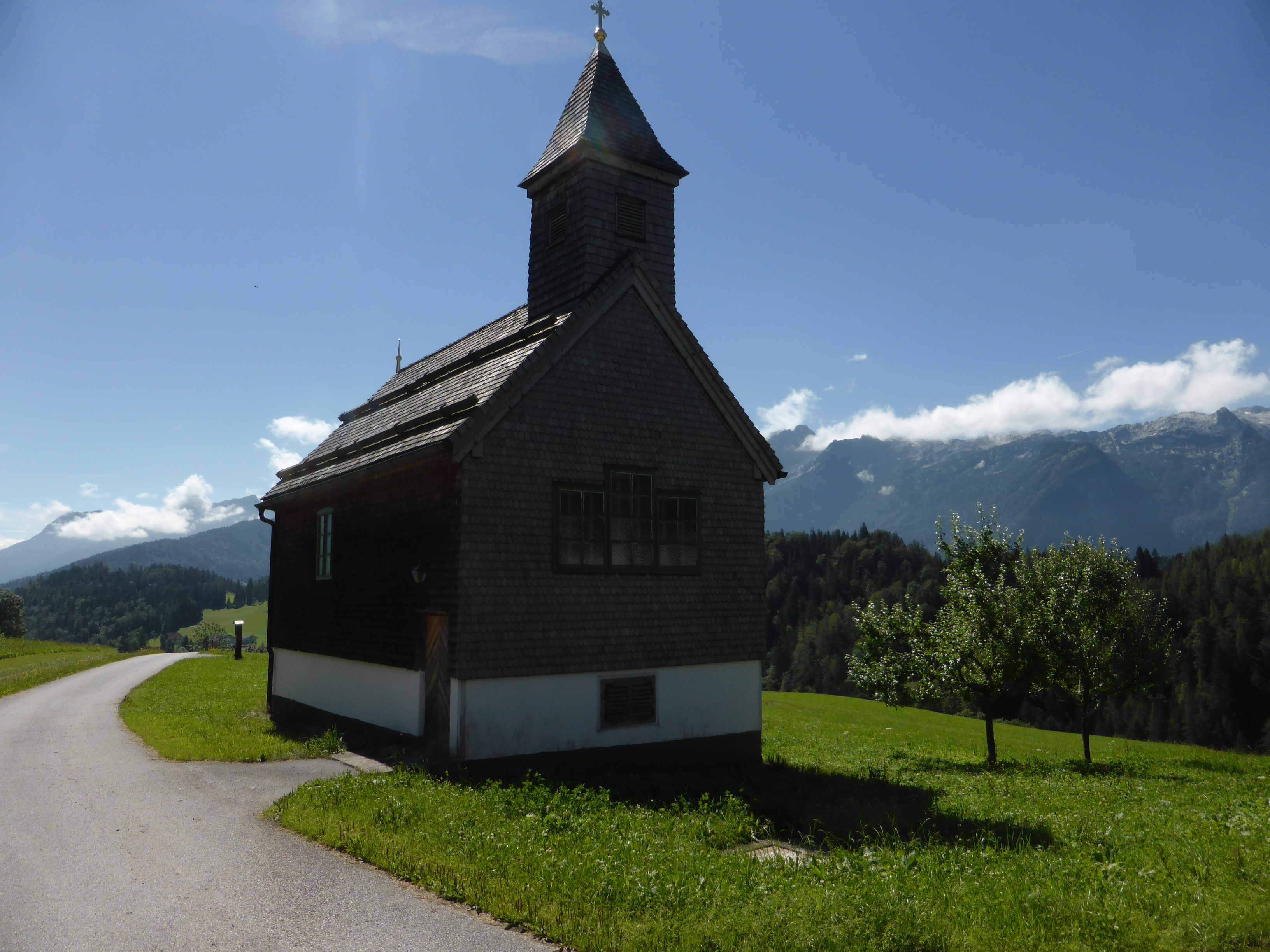
Greinwaldkirchlein

Die Filialkirche Weitenau, auch bekannt als Greinwaldkirchlein, im Ortsteil Weitenau der Gemeinde Scheffau am Tennengebirge ist eine römisch-katholische Filialkirche der Pfarre Abtenau im Bezirk Hallein im Bundesland Salzburg. Sie ist Jesus, dem guten Hirten sowie dem heiligen Wilhelm geweiht. Die Kirche steht unter Denkmalschutz.

## Geschichte
Die Kirche wurde in den Jahren 1928 bis 1929 von Familie Gsenger mit Unterstützung der gesamten Bevölkerung aus Weitenau und Wallingwinkel aus einer Scheune errichtet. Der einfache Kirchenbau nordwestlich von Voglau wurde am 13. Oktober 1929 durch den Erzabt des Stiftes St. Peter in Salzburg, Petrus Klotz geweiht. Mit der Errichtung dieses Kirchleins wurde der Wunsch der Bevölkerung im weitest entfernten Pfarrsprengel der Pfarre Abtenau nach einem Gotteshaus in zumutbarer Entfernung erfüllt.
Heute ist die Wilhelmskirche in Privatbesitz und wurde 2005 generalsaniert.
In den letzten Jahren nehmen die Wallfahrten zu diesem kleinen Kirchlein stetig zu und erfreuen sich in der Bevölkerung großer Beliebtheit.

## Architektur und Ausstattung
Beim Hochaltar handelt es sich um einen ehemaligen Fronleichnamsaltar. Die Figuren der hll. Wilhelm und Leonhard stammen aus der Hand des Bildhauers Alois Zwerger.
Die Ölberggruppe in der Unterkirche wurde von Jakob Adlhart geschaffen.